# Johann Ruysch

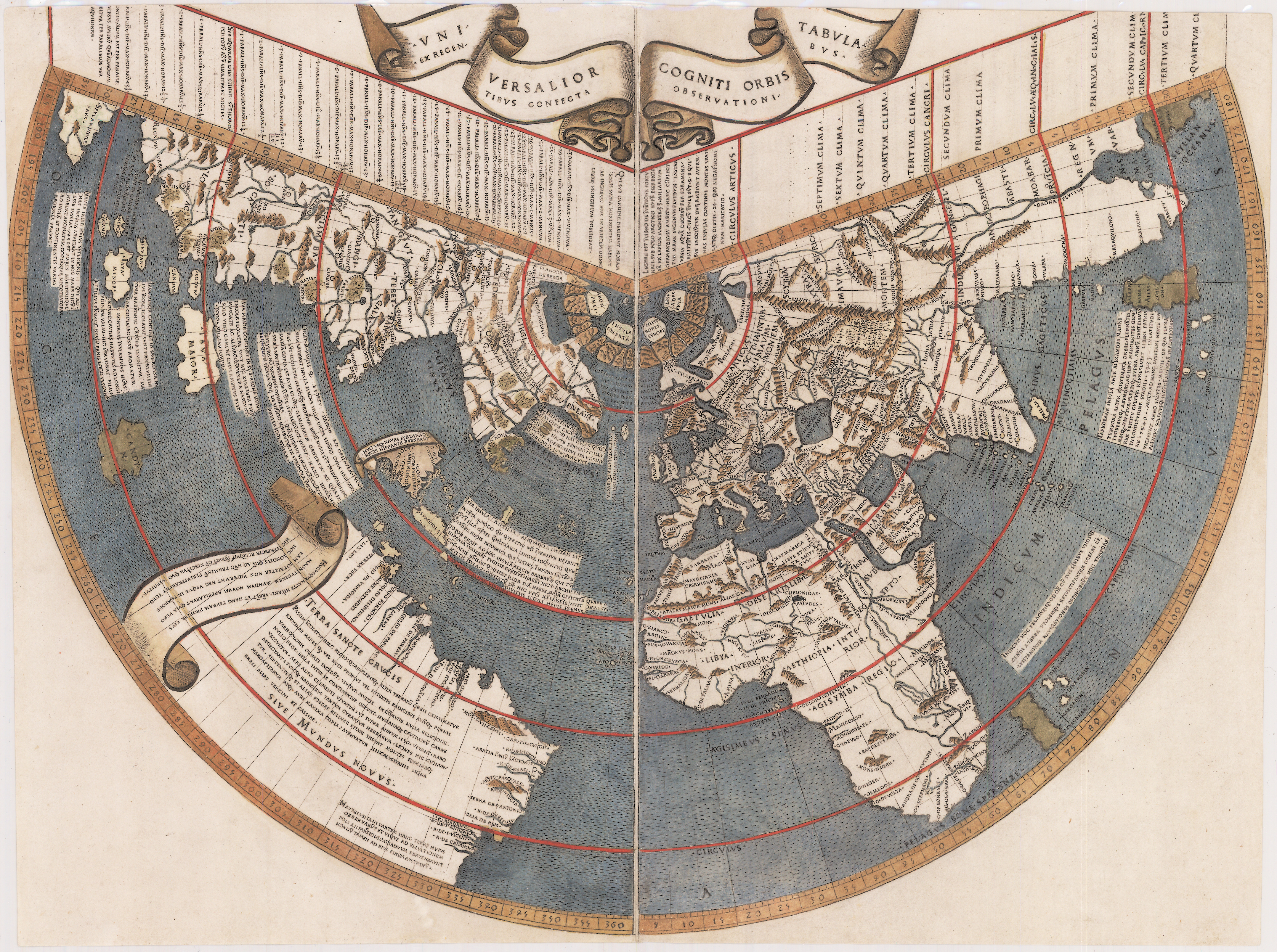
Planisferi de Ruysch, 1507.

Johann Ruysch o Johannes Ruysch (c. 1460-1533) va ser un cartògraf d'origen flamenc actiu en Roma en 1507, on va publicar un dels més importants planisferis de començaments del segle xvi, el segon mapa imprès en el qual es recollia informació del Nou Món.

## Biografia
Tot just es disposa de dades certes de la seva vida. Es pensa que podria ser originari d'Utrecht, encara que també s'ha presumit que pogués haver nascut a Anvers, mentre altres fonts el fan alemany. És probable que acompanyés a alguna de les expedicions angleses a Terranova, apuntant com a més probable la realitzada per John Cabot el 1497. Donat l'elevat nombre de topònims portuguesos que empra en el seu planisferi, va haver de tenir contacte també amb marins d'aquesta nació, possiblement al port de Bristol.
Cap a 1505 va ingressar, pel que sembla, al monestir benedictí de Sant Martí a Colònia com a sacerdot secular. Poc més tard se'l troba a Roma, on el papa Juli II li va fer dispensa de les seves funcions sacerdotals. L'aparició a Roma del seu cèlebre planisferi el 1507 ha portat a identificar-lo amb el flamenc de nom Johann citat entre els pintors que participen en 1508 i 1509 com a decoració de la Stanza della Segnatura.
De Roma va passar a la cort de Portugal, on va treballar com cartògraf i astrònom al servei de Manuel I.
En data indeterminada retornà al monestir de Sant Martí, malalt de tuberculosi, però amb forces per a pintar al fresc en una de les voltes els mesos, les fases de la lluna i les constel·lacions, en un mural actualment perdut. Allí va morir a edat avançada, cap a 1533, en una petita cel·la situada al costat de la biblioteca del monestir.

## Planisferi de Ruysch
El planisferi de Ruysch dibuixat cap 1507 és un dels primers a posar al dia el mapa de Ptolemeu i el que major impacte tindria sobre les percepcions geogràfiques dels europeus en difondre's en milers de còpies acompanyant una edició actualitzada de la Geographia de Ptolemeu. Es tracta d'una estampa calcogràfica impresa en plec de 40,5 × 53,5 centímetres. El títol complet apareix indicat en una banderola: Universalior cognitius Orbis Tabula, Ex recentibus confecta observationibus (Carta de tot l'orbe conegut, realitzada a partir de descobriments recents).
Com el planisferi de Contarini, del qual podria derivar, utilitza una projecció cònica, on els paral·lels són cercles concèntrics i els meridiàs línies originades en el pol Nord. El meridià zero divideix les dues fulles i travessa les illes Canàries.
Els topònims portuguesos suggereixen que Ruysch hauria utilitzat fonts d'aquest origen, el que es veu reforçat per altres detalls, com la presència de Taprobana (Sumatra) i Madagascar o els nombrosos detalls que figuren en l'Índia amb altres terres explorades per marins portuguesos.